# Щербакова, Ольга Николаевна
Ольга Николаевна Щербакова (19 февраля 1959) — российский архитектор, главный архитектор Таганрога.

## Биография
В 1979 году окончила в Новокузнецке Сибирский металлургический институт им. С. Орджоникидзе по специальности «Промышленное и гражданское строительство» с присвоением квалификации «инженер-строитель». 
С 1991 по 2001 год работала в Матвеев-Кургане главным архитектором в администрации района. С 2001 по 2012 год работала заместителем председателя комитета по архитектуре и градостроительству Таганрога. 
С 2012 по 2013 год работала архитектором в таганрогской проектной фирме ЗАО «Приазовский строительный центр».
В октябре 2013 года была назначена на должность председателя комитета по архитектуре и градостроительству — главного архитектора Таганрога. Проработала в этой должности до 2016 года.

## Инициативы на посту главного архитектора Таганрога
- Ольгой Щербаковой было внесено предложение выстроить новое здание Гимназии № 2 им. А. П. Чехова, взамен снесённого в 2013 году, на месте цирка-шапито у Центрального рынка[4].
- После многолетнего безуспешного поиска места для стелы «Город воинской славы», Ольга Щербакова предложила весьма радикальное решение: стелу следует установить перед входом в здание Администрации Таганрога[4].
- В 2016 году Ольгой Щербаковой были представлены новые правила землепользования и застройки Таганрога, которые были встречены волной критики со стороны прокуратуры и общественности[5]. По мнению общественников, новые правила принимаются в пользу коммерческой застройки[5].